# Bruno Palli
Bruno Alejandro Palli Fioretti (Maracay, Estado Aragua, Venezuela, 29 de julio de 1991), es un piloto de carreras venezolano.

## Palmarés
- Subcampeón Medalla de Plata en los Juegos Nacionales Llanos 2007
- Campeón XV Campeonato NACAM-FIA 2007 Categoría ICA 100
- Atleta del Año 2006 por El Instituto Regional de Deporte del Edo. Aragua
- Piloto del Año 2006por Las Asociaciones de Karting de Venezuela
- Campeón XIV Campeonato NACAM-FIA 2006 Categoría ICA Junior
- Campeón Campeonato Nacional Interestadal de Karting 2006 Categoría ICA Junior
- Subcampeón Campeonato Nacional de Karting Categoría ICA JUNIOR 2005
- Campeón Medalla de Oro en los Juegos Nacionales Andes 2005
- Tercer Lugar Campeonato Nacional de Karting 2004
- Subcampeón Campeonato Nacional de Karting 2003 Categoría PreJunior Levrier
- Subcampeón Campeonato Nacional de Karting 2002 Categoría Minikart Cadet 80.cc.
- Subcampeón Open Del Caribe 2002 Categoría Minikart Cadet.Campeón Open Del Caribe 2002 Categoría Levrier 80cc.
- Piloto Del Año 2002
- Campeón Regional Categoría Minikart Novato 2001
- Piloto Novato del Año 2001[1]